# Berlijn SO 36

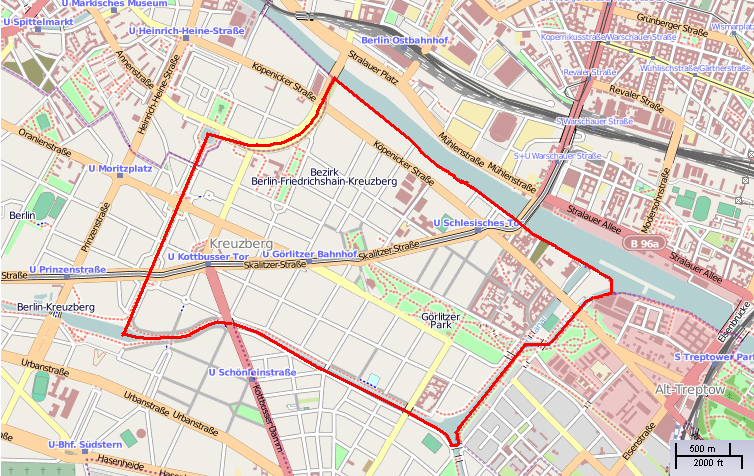
Kaart van SO 36 (uit OpenStreetMap)

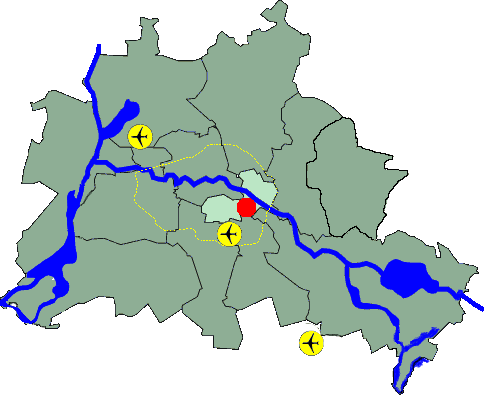
Ligging van Kreuzberg SO 36 in Berlijn

Berlijn SO 36 (kortweg SO 36 of alleen 36, ook Kreuzberg 36) is de historische naam van het historische postbezorgingsgebied Südost 36, dat naast het Kreuzberger deel nog een deel van Mitte en Treptow omvatte. Het postkantoor Berlijn 36 bevond zich tussen 1899 en 1945 in de Lohmühlenstraße 52 in Alt-Treptow; ongeveer 50 Meter van het huidige ortsteil Kreuzberg verwijderd. Na invoering van de viercijferige postcodes in de Bondsrepubliek Duitsland en West-Berlijn in 1962 en tot de invoering van de vijfcijferige postcodes in het herenigde Duitsland in 1993 had SO 36 de adressering „1 Berlijn 36“ en vanaf de jaren 70 „1000 Berlijn 36“. Het andere deel van Kreuzberg werd met „1000 Berlijn 61“ genummerd. Sinds 1993 voert het voormalige Berlijn 36 de postcodes 10997 en 10999, terwijl het voormalige Kreuzberg 61 (SW 61) aan de nummers 10961 tot 10969 te herkennen is.
SO 36 betekent ook vandaag de dag nog in het dagelijkse spraakgebruik dit kleinere deel van Kreuzberg, dat als wijk in het westen door het inmiddels gedempte Luisenstädtischer Kanal en in het zuiden door het Landwehrkanaal begrensd wordt. De wijk staat bekend als probleemwijk.

## Achtergronden en geschiedenis
Kreuzberg is in SO 36 en SW 61 op te delen. Beide delen van Kreuzberg zijn traditioneel in meerdere Kieze (buurten) onder te verdelen. SO 36 geldt als armer en men kan van een cultureel onderscheid met SW 61 spreken, dat over het algemeen burgerlijker is (citaat: „36 brennt, 61 pennt“, 36 brandt, 61 slaapt). Kenmerkend hiervoor was dat sinds eind jaren 1980 bij de jaarlijkse protesten op 1 mei hoofdzakelijk SO 36 strijdtoneel was van rellen.

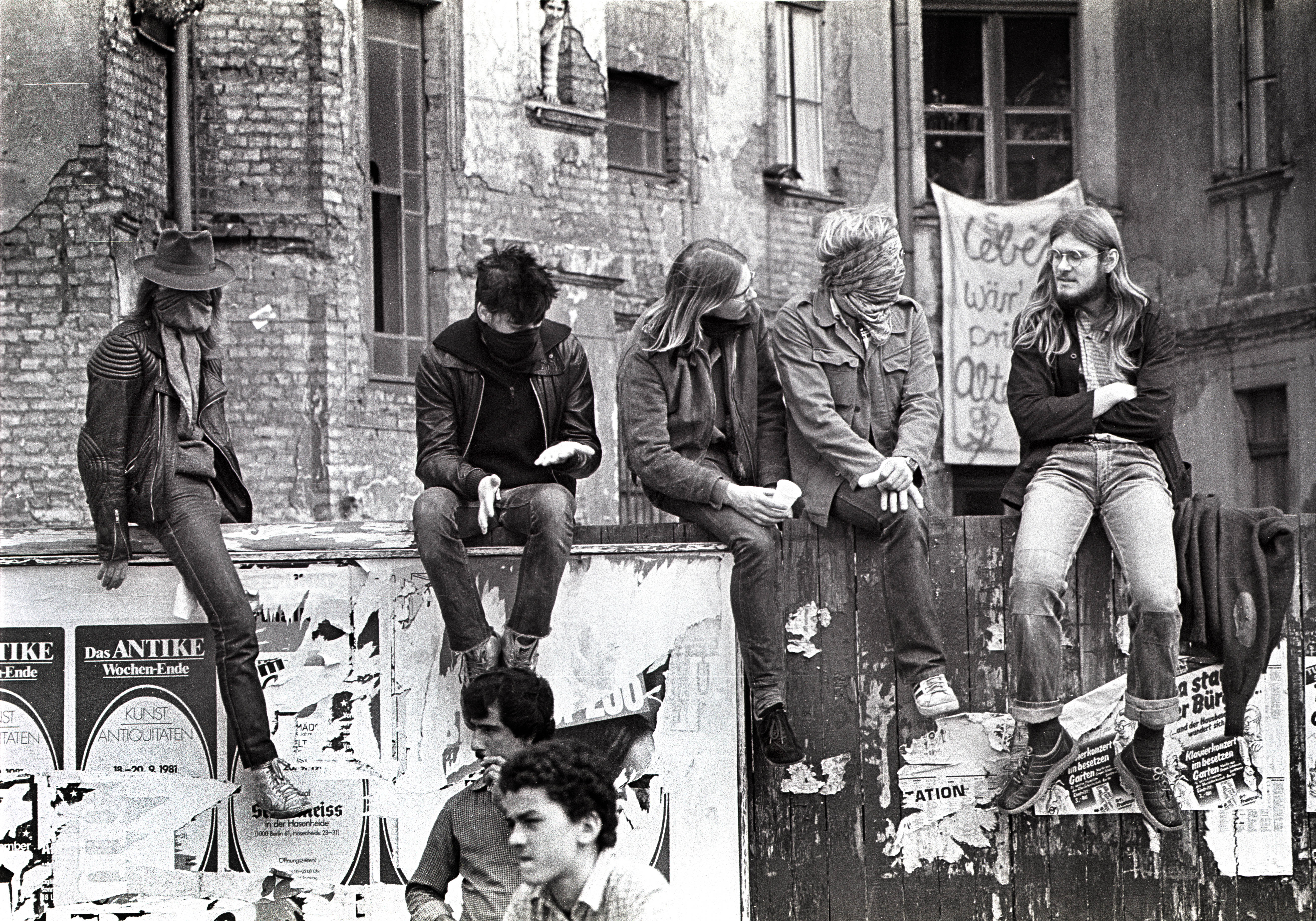
Kraakbeweging in Kreuzberg 1981

Van 1951 tot 1990 werd SO 36 door de Berlijnse Muur van de toenmalige stadsbezirken Mitte, Friedrichshain en Treptow afgescheiden. Grensovergang was de Oberbaumbrücke. Als gevolg van de muur ontwikkelde hier een zekere Idylle (SO 36 werd in het noorden ommuurd, in het oosten was de Spree grensrivier, en in het zuiden lag het Landwehrkanal). In de periode van 1966 tot 1977 was het doel van de Berlijnse stadsplanning om SO 36 grotendeels af te breken om plaats te maken voor een nieuwe autoweg. Als gevolg daarvan werden hele stratenblokken onteigend en raakten in verval. De neergang van de wijk trok daarom armere bevolkingsgroepen aan, waaronder talrijke gastarbeiders, werklozen, studenten en kunstenaars. Hierdoor ontstond een sociale menging, die tot op de dag van vandaag kenmerkend is voor dit stadsdeel. Na de studentenprotesten in 1968 werd SO 36 – ook vanwege zijn perifere ligging in de buurt van de grens – in toenemende mate het centrum van de alternatiefbeweging en toneel van het kraken. Zo kwam het hier op 12 december 1980 in de „Schlacht am Fraenkelufer“ tot de eerste grote rellen tussen de kraakbeweging en de politie.

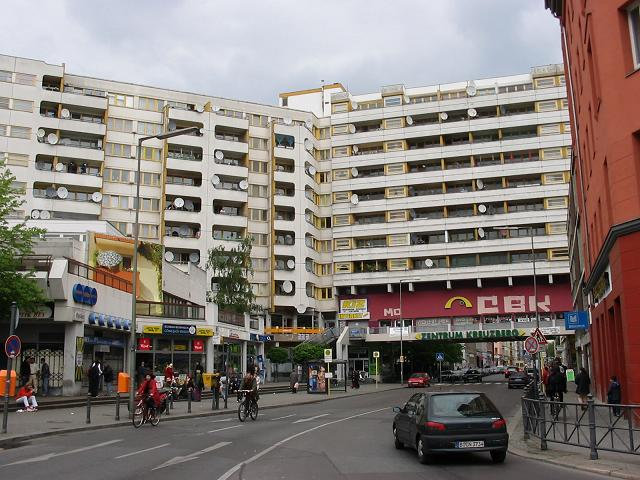
Straatbeeld rondom de Kottbusser Tor, het nieuwe centrum van Kreuzberg

De instroom uit het binnen- en buitenland had het ortsteil sinds het begin van de jaren 1960 sterk veranderd. Voor mensen uit de oude Bondslanden, die andere levenshoudingen en alternatieve politieke posities hadden, was Kreuzberg in de periode van de deling een geliefd toevluchtsoord. De alternatiefbeweging kenmerkte en kenmerkt tegenwoordig nog steeds de cultuur van het ortsteil, net als de migranten van overwegend Turkse herkomst, die hier relatief goedkoop een woning vonden vanwege de grote hoeveelheid krakkemikkige oudbouwwoningen en de geplande aanleg van een autoweg door het ortsteil. Wanneer men het zich kon permitteren, trokken vele oud-bewoners uit Kreuzberg weg.
Tegenwoordig geldt SO 36 vanwege zijn in verhouding hoge werkloosheid als probleemwijk. Tegelijkertijd telt hij dankzij de nog immer aanwezige alternatieve scene mee tot de belangrijke „uitgaanswijken“ en herbergt hij vele studenten. Tot de belangrijkste adressen in het nachtleven van Kreuzberg 36 tellen de Oranienstraße en de Wiener Straße alsmede de omgeving rond de Schlesisches Tor (de zogenaamde „Wrangelkiez“).

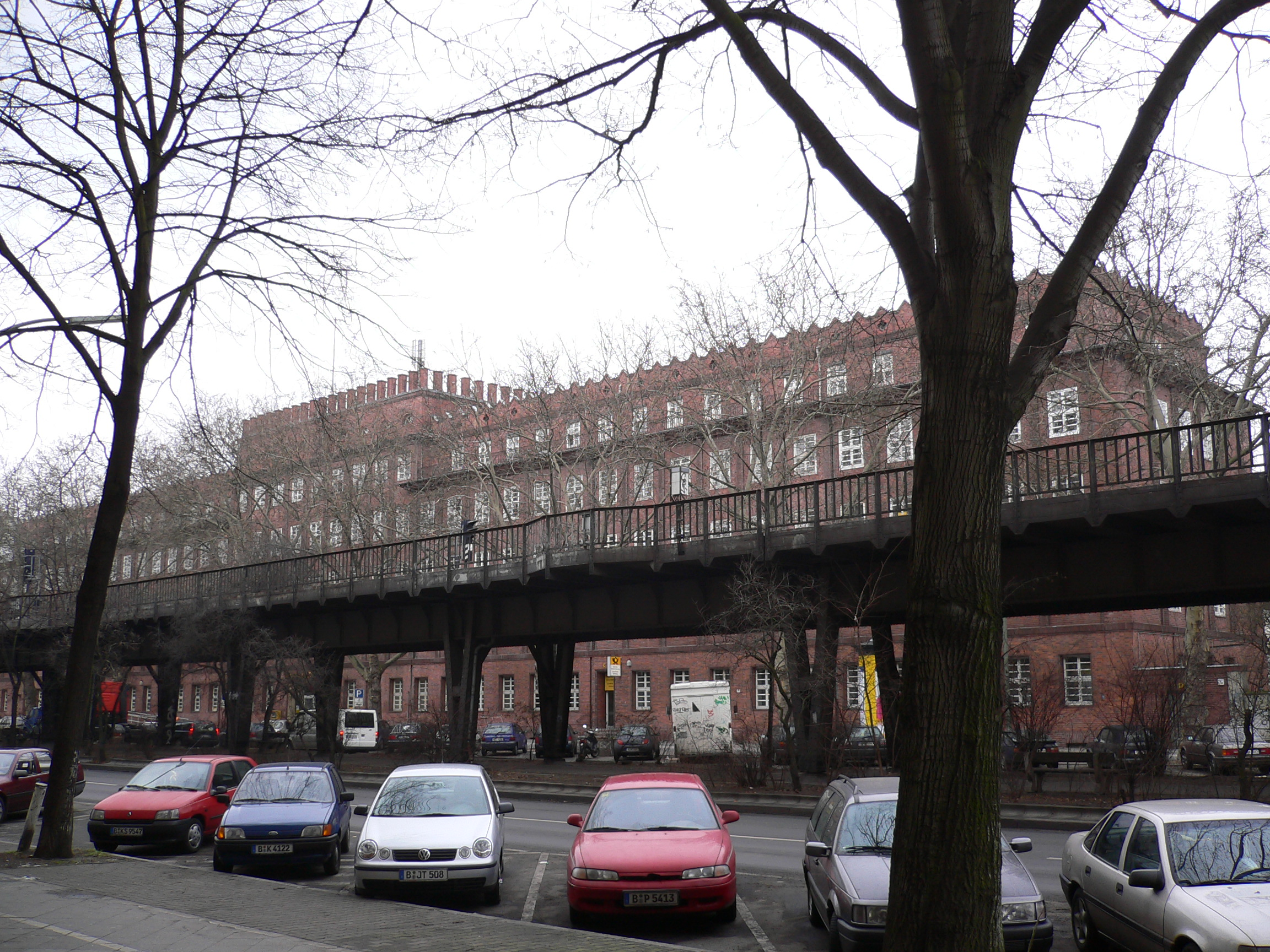
Postkantoor in de Skalitzer Straße in Kreuzberg

Het oorspronkelijke postkantoor voor het toenmalige ortsteil stond vanaf 1907 bij het Görlitzer Bahnhof in de Wiener Straße 33a. In 1927 werd het grotere uit baksteen gebouwde postkantoor aan de Hochbahn tussen U-Bahnhof Görlitzer Bahnhof en U-Bahnhof Schlesisches Tor gebouwd. Net als alle nog bestaande vroegere postkantoren doet het gebouw tegenwoordig dienst als bankgebouw van de Postbank.